# NGC 5377
NGC 5377 في الفهرس العام الجديد، هي مجرة، تقع في كوكبة السلوقيان. اكتشفت في 12 مايو 1787 بواسطة ويليام هيرشل.

## روابط خارجية
- NGC 5377 على موقع ويكي سكاي: DSS2, SDSS, GALEX, IRAS, Hydrogen α, X-Ray, Astrophoto, Sky Map, Articles and images